# Tanais macrocheles
Tanais macrocheles är en kräftdjursart som beskrevs av Hercule Nicolet 1849. Tanais macrocheles ingår i släktet Tanais och familjen Tanaidae. Inga underarter finns listade i Catalogue of Life.